# Špela Kolbl
Špela Kolbl (* 13. März 1998 in Maribor) ist eine slowenische Fußballspielerin. Seit 2014 spielt sie auch für die A-Nationalmannschaft.

## Karriere

### Vereine
Kolbl begann im Alter von zwölf Jahren in der Jugendmannschaft des ŽNK Pomurje Beltinci mit dem Fußballspielen und kam vom 7. November 2010 (2. Spieltag) bis zum 7. Oktober 2012 (3. Spieltag) in 20 Punktspielen (35 Tore) für die Mannschaft der Altersklasse U15, und vom 7. April 2012 (8. Spieltag) bis zum 31. Mai 2014 (18. Spieltag) in 37 Punktspielen (94 Tore) für die Mannschaft der Altersklasse U17 zum Einsatz. 
In die erste Mannschaft wurde sie zunächst sporadisch eingebunden. Sie bestritt vom 1. April 2013 (11. Spieltag) beim 13:0-Sieg im Auswärtsspiel gegen den ŽNK Krka, bis zum 9. Juni 2013 (21. Spieltag) beim 11:0-Sieg im Heimspiel gegen den ŽNK Rudar Škale ihre ersten zehn Punktspiele für die erste Mannschaft in der höchsten Spielklasse. Ihr erstes Tor im Seniorinnenbereich gelang ihr am 12. Mai 2013 (18. Spieltag) beim 13:0-Sieg im Auswärtsspiel gegen den ŽNK Slovenj Gradec mit dem Treffer zum 4:0 in der 30. Minute.
Bis zum 21. Mai 2022 (21. Spieltag) – im torlosen Heimspiel gegen den ŽNK Olimpija Ljubljana – bestritt sie weitere 166 Punktspiele, in denen sie weitere 221 Tore erzielte.
Mit der einhergegangenen Namensänderung, spielt sie nunmehr für den ŽNK Mura und kam für diesen vom 13. August 2022 (1. Spieltag) bis zum 18. Mai 2025 (24. Spieltag) in 66 Punktspielen zum Einsatz, in denen sie 92 Tore erzielte.

### Nationalmannschaft
Kolbl bestritt zunächst für die U17-Nationalmannschaft drei EM-Qualifikationsspiele, in denen ihr ein Tor gelang. In der Gruppe 7 der ersten Qualifikationsrunde erzielte sie gleich im ersten Spiel am 6. August 2013, beim 8:0-Sieg über die U17-Nationalmannschaft in Odranci, das Tor zum 4:0 in der 51. Minute. Die beiden Begegnungen am 8. und 11. August 2013 wurden mit 3:4 und 0:5 gegen die U17-Nationalmannschaften Belarus’ und Belgiens verloren.
Für die U19-Nationalmannschaft bestritt sie zwölf Länderspiele – allesamt EM-Qualifikationsspiele. Ihre ersten drei fanden im April 2015 statt (0:4 vs. Dänemark, 0:3 vs. Niederlande, 0:2 vs. Tschechien). Die nächsten drei bestritt sie im September 2015 und erzielte im ersten ein, im dritten zwei Tore (1:1 vs. Irland, 1:7 vs. Russland, 3:0 vs. Bulgarien); das erste Spiel der Gruppe 10 wurde jedoch mit 3:0 für Irland gewertet aufgrund der Aufstellung eines nicht spielberechtigten Spielers durch Slowenien. Im Spieljahr 2016 bestritt sie jeweils drei Spiele der ersten (2 Tore) und zweiten Qualifikationsrunde (1 Tor).
Ihr Debüt in der A-Nationalmannschaft gab sie am 14. Juni 2014 in Domžale bei der 1:2-Niederlage gegen die Nationalmannschaft Russlands im siebten Spiel der WM-Qualifikationsgruppe 1 mit Einwechslung für Anja Milenković in der zweiten Minute der Nachspielzeit. Es war zugleich ihr erstes von insgesamt 19 WM-Qualifikationsspielen, in denen sie sich einmal zu den Torschützen zählen (lassen) konnte. Zwei Spiele und sechs Tore mehr verbuchte sie in ihren EM-Qualifikationsspielen, die sie im Zeitraum vom 22. September 2015 (0:3 vs. Schottland) bis zum 29. Oktober 2024 (1:2 vs. Österreich) bestritten hatte. Ihr erstes A-Länderspieltor erzielte sie am 21. Januar 2019 beim 4:0-Sieg im Freundschaftsspiel gegen die Nationalmannschaft Montenegros mit dem Treffer zum 2:0 in der 52. Minute. Es gelang ihr in ihrem 23. A-Länderspiel, zugleich in ihrem sechsten von (gegenwärtig) 14 Freundschaftsspielen. Des Weiteren nahm sie mit ihrer Mannschaft an drei unterschiedlichen Turnieren teil. Zunächst wurde sie in allen drei Spielen der Gruppe B im Turnier um den Istrien-Cup 2016 eingesetzt, drei Jahre später in zwei Spielen der Gruppe A und im Finale, das mit 2:0 gegen die Nationalmannschaft Serbiens gewonnen wurde. Im Spieljahr 2023 war sie mit ihrer Mannschaft Gast in der Türkei und wurde in Alanya in drei Spielen um den Turkish Women’s Cup eingesetzt (2:1 vs. Usbekistan am 15., 1:0 vs. Sambia am 18., 1:1 vs. Südafrika am 21. Februar). In Spanien in San Pedro del Pinatar vor Ort wurde sie im Februar in zwei Spielen um den Pinatar Cup 2024 berücksichtigt. Bislang zehn Länderspiele (1 Tor) bestritt sie in den Wettbewerben der UEFA Women’s Nations League (6 Spiele Gruppe 4, Liga B und 4 Spiele Gruppe 2, Liga B).

## Erfolge
Nationalmannschaft
- Istrien-Cup-Sieger 2019

ŽNK Mura
- Slowenischer Meister 2023
- Slowenischer Pokal-Sieger 2023

ŽNK Pomurje Beltinci
- Slowenischer Meister 2015, 2016, 2021, 2022
- Slowenischer Pokal-Sieger 2016